# Madaxus
Madaxus (Madaix) va ser un jutge contemporani de Guifré el Pilós i proper a la família comtal. Està documentat actuant entre els anys 888 i 919 i ja traspassat l'any 938, sent al costat del jutge Trasovadus una de les figures de l'estament judicial de finals del segle IX més ben testimoniades.
Destaca la seva presència en la sèrie de disputes judicials que un Revell tingué amb el bisbe de Girona Servus Dei entre els anys 892 i 893. També és especialment rellevant la seva actuació com mandatari de l'abat Lupursuello del monestir de Santa Maria d'Amer, quan s'enfrontà a Trasovadus que actuava de part del comte Gausfred a Girona per la possessió d'un alou en el Palau Merlac (a prop de La Cellera de Ter) l'any 898.
Un cop traspassat, trobarem l'any 938 com un hereu seu, un Scluva, possiblement el mandatari de l'abadessa Emma li ven a ella el castell Madexone i la vila de Cornudellos (en l'actual Sant Joan de Cornudell).
El seu nom, Madaxus, possiblement d'origen grec, o got, podria ser la forma antiga de l'actual Mataix/Madaix.